# Клишковцы
Клишко́вцы (укр. Клішківці) — село в Днестровском районе Черновицкой области Украины. Административный центр Клишковецкой сельской общины
До 2020 года входило в Хотинский район
Население по переписи 2001 года составляло 6551 человека. Почтовый индекс — 60014. Телефонный код — 03731. Код КОАТУУ — 7325083601.

## Уроженцы
- Побережник, Семён Яковлевич — советский разведчик-нелегал.
- Каденюк, Леонид Константинович — первый космонавт Независимой Украины.
- Клищ, Иосиф Лейвиевич — деятель французского Движения Сопротивления.